# (108) Hecuba
(108) Hecuba ist ein Asteroid des äußeren Hauptgürtels, der am 2. April 1869 vom deutschen Astronomen Karl Theodor Robert Luther an der Sternwarte Düsseldorf entdeckt wurde.
Der Asteroid wurde benannt nach Hekabe, der Frau des Priamos zur Zeit des Trojanischen Krieges. Sie war eine äußerst unglückliche Mutter von fünfzig Söhnen und zwölf Töchtern. Viele ihrer Söhne wurden getötet, Polyxena wurde geopfert, Polydoros ertrank, Kassandra wurde ermordet, Hekabe selbst verwandelte sich in eine Hündin. Die Benennung erfolgte durch Franz Heinen, 1838–1870 Direktor der Realschule in Düsseldorf und Treuhänder der Sternwarte in Bilk.
Aufgrund ihrer Bahneigenschaften gilt (108) Hecuba als eines der größeren Mitglieder der Hygiea-Familie.

## Wissenschaftliche Auswertung
Aus Ergebnissen der IRAS Minor Planet Survey (IMPS) wurden 1992 Angaben zu Durchmesser und Albedo für zahlreiche Asteroiden abgeleitet, darunter auch (108) Hecuba, für die damals Werte von 65,0 km bzw. 0,24 erhalten wurden. Eine Auswertung von Beobachtungen durch das Projekt NEOWISE im nahen Infrarot führte 2011 zu vorläufigen Werten für den Durchmesser und die Albedo im sichtbaren Bereich von 75,5 km bzw. 0,15. Nach neuen Messungen mit NEOWISE wurden die Werte 2012 auf 72,5 km bzw. 0,20 korrigiert.
Photometrische Beobachtungen von (108) Hecuba fanden erstmals statt im Juli/August 1986 und Oktober 1987 am La-Silla-Observatorium in Chile sowie im März 1990, August 1992 und November 1993 am Osservatorio Astrofisico di Catania in Italien. Obwohl die gemessenen Lichtkurven der Jahre 1986 und 1987 zunächst auf eine mögliche Rotationsperiode des Asteroiden von 28,72 h hindeuteten, konnte unter Verwendung der neueren Daten aus 1990 bis 1993 gezeigt werden, dass der wahrscheinlichste Wert für die Periode bei 14,46 h liegt. Eine spektroskopische Aufnahme am 27. September 1993 am La-Silla-Observatorium lieferte ein Spektrum, das mit dem von Asteroiden des S-Typs übereinstimmt. Aus den archivierten Lichtkurven wurden dann in einer Untersuchung von 1998 zwei alternative Lösungen für die Position der Rotationsachse sowie Abschätzungen für die Achsenverhältnisse eines dreiachsig-ellipsoidischen Gestaltmodells für den Asteroiden errechnet.
Beobachtungen vom 4. bis 9. März 2007 am Palmer Divide Observatory/Space Science Institute in Colorado führten zu Messergebnissen, die nicht mit der zuvor bestimmten Rotationsperiode abgeglichen werden konnten, stattdessen wurde dafür ein Wert von 17,859 h ermittelt. Neue Messungen vom 27. Dezember 2012 bis 26. Februar 2013 am Organ Mesa Observatory in New Mexico bestätigten allerdings wieder die früher abgeleitete Rotationsperiode mit einem Wert von 14,256 h. Andere Perioden zwischen 12 und 22 Stunden konnten dagegen ausgeschlossen werden. Auch eine erneute Beobachtung am Organ Mesa Observatory vom 20. April bis 28. Mai 2014 führte wieder zu einem Wert von 14,257 h.
Eine Durchmusterung im Rahmen der Palomar Transient Factory (PTF) am Palomar-Observatorium in Kalifornien ab 2009 ermöglichte in einer Untersuchung von 2015 auch die Bestimmung der Rotationsperiode von (108) Hecuba zu etwa 14,28 h. Aus thermischen Infrarot-Daten wurde außerdem ein Durchmesser von 70,6 ± 0,9 km abgeleitet. Archivierte Lichtkurven aus dem Zeitraum März 2007 bis April 2019 ermöglichten 2021 für den Asteroiden die Bestimmung von zwei alternativen Rotationsachsen für eine prograde Rotation. Außerdem wurde eine Rotationsperiode von 14,2566 h, ein Durchmesser von etwa 70 km und eine Albedo von 0,24 abgeleitet. Mit Daten von Gaia DR2 aus dem Zeitraum 5. März bis 20. Dezember 2015 in Verbindung mit erdgebundenen Beobachtungen konnte dann in einer Untersuchung von 2022 die Rotationsperiode mit einem Wert von 14,2587 h erneut bestätigt werden.

## Hecuba-Lücke
(108) Hecuba ist namensgebend für eine auffällige Lücke in der Verteilung der großen Bahnhalbachsen der Asteroiden, der sie mit ihrer eigenen Bahn sehr nahekommt. Die Hecuba-Lücke entsteht durch eine störende 2:1-Bahnresonanz mit Jupiter und liegt bei etwa 3,28 AE. Sie bildet die äußere Grenze des Hauptgürtels der Asteroiden.